# Тритшель, Карл Генрихович
Карл Ге́нрихович Тритшель (1842—1914) — терапевт, заслуженный ординарный профессор Киевского университета, действительный статский советник.

## Биография
Лютеранского вероисповедания. Из иностранных подданных. Домовладелец города Киева.
В 1859 году окончил Киевскую 1-ю гимназию с серебряной медалью и поступил на медицинский факультет Университета св. Владимира, где и окончил курс в 1864 году со степенью лекаря с отличием. В 1868 году был определён ординатором факультетской терапевтической клиники того же университета, а в 1872 году удостоен степени доктора медицины за диссертацию «О нервах слизистой оболочки желудка» и уволен от службы при университете.
В 1873 году был вновь определён в университет в звании приват-доцента, причём читал лекции по внутренним и нервным болезням. В 1878—1879 учебном году заведывал терапевтической госпитальной клиникой, а в 1879 году был избран экстраординарным профессором по кафедре частной патологии и терапии, с госпитальной клиникой при университете. В том же году был назначен сверхкомплектным ординатором в Киевский военный госпиталь, переполненный после русско-турецкой войны 1877—1878 годов. За деятельность по Обществу Красного креста был пожалован кавалером ордена Св. Анны 3-й степени. 27 мая 1885 года утверждён ординарным профессором по занимаемой кафедре, а 3 марта 1900 года удостоен звания заслуженного профессора. Дослужился до чина действительного статского советника (1891).
Кроме университета, преподавал на медицинском отделении Высших женских курсов в Киеве. Неоднократно командировался за границу для изучения иностранного опыта борьбы с туберкулёзом: в 1906 году — на международный конгресс по борьбе с туберкулёзом в Париже, в 1909 году — на международный съезд врачей в Будапеште и на противотуберкулёзную конференцию в Стокгольме. Помимо собственных работ, под редакцией профессора Тритшеля были изданы: «Основы физиологии человека» Штейнера, «Электричество в медицине» Цимсена, его же «Руководство к частной патологии и терапии», а также «Расстройство речи» Кусмауля.
Участвовал в строительстве Киевской городской больницы, а в 1881 году организовывал ночные врачебные дежурства для оказания медицинской помощи бедным на дому. По его инициативе также был открыт туберкулёзный санаторий в Пуще-Водице. Вместе с профессорами В. П. Образцовым и Е. И. Афанасьевым был врачом-распорядителем Мариинской общины сестер милосердия. Состоял врачом-консультантом по внутренним болезням при Киевском институте императора Николая I (с 1909), а также заведующим медицинской частью в лечебнице и больнице Киевского благотворительного общества. Кроме того, состоял президентом Общества киевских врачей, председателем Общества для борьбы с заразными болезнями и председателем Общества по борьбе с туберкулёзом.
Скончался в 1914 году в Киеве. Был похоронен в Корсуни.

## Семья
Был женат на Анне Сигизмундовне Тритшель, имел двоих сыновей и двух дочерей. Сын Виктор Карлович (1876—1931), ординатор больницы Юго-Западной железной дороги, в эмиграции во Франции.

## Награды
- Орден Святой Анны 3-й ст. (1879)
- Орден Святого Станислава 2-й ст. (1884)
- Орден Святой Анны 2-й ст. (1887)
- Орден Святого Владимира 3-й ст. (1896)
- Орден Святого Станислава 1-й ст. (1901)

- медаль «В память царствования императора Александра III»
- медаль «В память 300-летия царствования дома Романовых»

## Труды
- Vorläufige Mittheilung üher die Endigung der Nerven in der Schleimhaut des Magens // «Ceniralb. f. die med. Wiss.», 1870.
- О нервах слизистой оболочки желудка. Киев, 1872.
- Об изменении периферических нервов под влиянием механического раздражения.
- Патологоанатомические изменения при столбняке a frigore.
- Untersuchung des N. ischiadicus, tibialis und cutaneus posterior bei combinirter Erkrankung der Rückenmarkstränge // «Arch. f. Psychiatrie», т. VIII, 1878.
- О сверхъестественном в медицине // Университетские известия, 1888. № 1.